# Le Vernois
Le Vernois és un municipi francès situat al departament del Jura i a la regió de Borgonya - Franc Comtat. L'any 2007 tenia 270 habitants.

## Demografia

### Població
El 2007 la població de fet de Le Vernois era de 270 persones. Hi havia 110 famílies de les quals 24 eren unipersonals (16 homes vivint sols i 8 dones vivint soles), 47 parelles sense fills i 39 parelles amb fills.
La població ha evolucionat segons el següent gràfic:
Habitants censats

### Habitatges
El 2007 hi havia 122 habitatges, 108 eren l'habitatge principal de la família, 9 eren segones residències i 5 estaven desocupats. 114 eren cases i 8 eren apartaments. Dels 108 habitatges principals, 95 estaven ocupats pels seus propietaris, 13 estaven llogats i ocupats pels llogaters i 1 estava cedit a títol gratuït; 5 tenien dues cambres, 13 en tenien tres, 33 en tenien quatre i 58 en tenien cinc o més. 88 habitatges disposaven pel capbaix d'una plaça de pàrquing. A 41 habitatges hi havia un automòbil i a 61 n'hi havia dos o més.

### Piràmide de població
La piràmide de població per edats i sexe el 2009 era:
| Homes | Edats   | Dones |
| ----- | ------- | ----- |
| 0     | 95 o +  | 0     |
| 0     | 90 a 94 | 0     |
| 4     | 85 a 89 | 4     |
| 0     | 80 a 84 | 0     |
| 0     | 75 a 79 | 0     |
| 4     | 70 a 74 | 4     |
| 8     | 65 a 69 | 4     |
| 8     | 60 a 64 | 8     |
| 8     | 55 a 59 | 0     |
| 8     | 50 a 54 | 16    |
| 16    | 45 a 49 | 8     |
| 4     | 40 a 44 | 4     |
| 8     | 35 a 39 | 16    |
| 16    | 30 a 34 | 8     |
| 4     | 25 a 29 | 4     |
| 4     | 20 a 24 | 0     |
| 8     | 15 a 19 | 8     |
| 0     | 10 a 14 | 0     |
| 12    | 5 a 9   | 4     |
| 0     | 0 a 4   | 0     |

## Economia
El 2007 la població en edat de treballar era de 171 persones, 119 eren actives i 52 eren inactives. De les 119 persones actives 115 estaven ocupades (62 homes i 53 dones) i 4 estaven aturades (3 homes i 1 dona). De les 52 persones inactives 25 estaven jubilades, 14 estaven estudiant i 13 estaven classificades com a «altres inactius».

### Ingressos
El 2009 a Le Vernois hi havia 110 unitats fiscals que integraven 283,5 persones, la mediana anual d'ingressos fiscals per persona era de 21.656 €.

### Activitats econòmiques
Dels 4 establiments que hi havia el 2007, 1 era d'una empresa alimentària, 1 d'una empresa de construcció, 1 d'una empresa de comerç i reparació d'automòbils i 1 d'una empresa classificada com a «altres activitats de serveis».
L'any 2000 a Le Vernois hi havia 12 explotacions agrícoles que ocupaven un total de 81 hectàrees.

## Poblacions més properes
El següent diagrama mostra les poblacions més properes.